# Véronique Colonval
Véronique Colonval (20 juni 1955) is een voormalige Belgische atlete, die gespecialiseerd was in de sprint. Zij veroverde op twee nummers twee Belgische titels.

## Biografie
Colonval behaalde op zeventienjarige leeftijd haar eerst Belgische titel op de 200 m. In 1973 nam ze op de 100 m deel aan de Europese kampioenschappen voor junioren, waar ze werd uitgeschakeld in de reeksen. In 1974 behaalde ze met een evenaring van het Belgisch record ook de Belgische titel op de 100 m.
Colonval was ook verschillende malen lid van het nationale aflossingsteam, dat het Belgisch record op de 4 x 100 m verbeterde. In 1980 liep ze samen met Lea Alaerts, Karin Verguts en Liliane Meganck de aflossing in een tijd van 44,41 s, een Belgisch record dat meer dan twintig jaar zou standhouden.

### Clubs
Colonval was aangesloten bij CS Charleroi en stapte in 1976 over naar  RAC Waver.

## Belgische kampioenschappen
| Onderdeel | Jaar |
| --------- | ---- |
| 100 m     | 1974 |
| 200 m     | 1972 |

## Persoonlijke records
| Onderdeel | Prestatie | Datum           | Plaats  |
| --------- | --------- | --------------- | ------- |
| 100 m     | 11,7 s    | 4 augustus 1974 | Brussel |
| 200 m     | 24,44 s   |                 |         |

## Palmares

### 60 m
- 1973: 5e in reeks EK indoor in Rotterdam – 7,78s

### 100 m
- 1973: 6e in reeks EK U20 in Duisburg – 12,37 s
- 1974:  BK AC – 11,7 s (NR)
- 1981:  BK AC – 11,91 s

### 200 m
- 1972:  BK AC – 24,3 s
- 1981:  BK AC - 24,44 s

### 4 x 100 m
- 1973: 7e EK U20 in Duisburg – 47,00 s